# 경기도화성오산교육지원청
경기도화성오산교육지원청(京畿道華城烏山敎育支援廳, Hwaseong Osan Office of Education)은 경기도 오산시와 화성시를 관할하는 경기도교육청 산하의 교육지원청이다.
교육장은 장학관으로 보한다.

## 산하기관

### 유치원
화성시
|  |

오산시
|  |

### 초등학교
화성시
| - 갈담초등학교 - 갈천초등학교 - 고정초등학교 - 구봉초등학교 - 기산초등학교 - 기안초등학교 - 남양초등학교 - 노진초등학교 - 능동초등학교 - 도이초등학교 - 동양초등학교 - 동탄초등학교 - 신리분교 - 동학초등학교 - 동화초등학교 - 마도초등학교 - 마산초등학교 - 반석초등학교 - 반송초등학교 | - 발안초등학교 - 배양초등학교 - 병점초등학교 - 봉담초등학교 - 비봉초등학교 - 사창초등학교 - 상봉초등학교 - 상신초등학교 - 서신초등학교 - 제부분교 - 석우초등학교 - 석천초등학교 - 솔빛초등학교 - 송라초등학교 - 송산초등학교 - 송화초등학교 - 수기초등학교 - 수영초등학교 - 숲속초등학교 | - 안녕초등학교 - 안화초등학교 - 양감초등학교 - 예당초등학교 - 예원초등학교 - 와우초등학교 - 우정초등학교 - 율목초등학교 - 장명초등학교 - 장일분교 - 정남초등학교 - 정림초등학교 - 제암초등학교 - 진안초등학교 - 청룡초등학교 - 청원초등학교 - 태안초등학교 - 팔탄초등학교 - 대방분교 | - 푸른초등학교 - 학동초등학교 - 한마음초등학교 - 한울초등학교 - 해운초등학교 - 행정초등학교 - 향남초등학교 - 화남초등학교 - 화산초등학교 - 화성금곡초등학교 - 화성매송초등학교 - 화성벌말초등학교 - 화성월문초등학교 - 화성장안초등학교 - 석포분교 - 화성청계초등학교 - 화성화수초등학교 - 활초초등학교 |

오산시
| - 가수초등학교 - 광성초등학교 - 금암초등학교 - 대호초등학교 - 매홀초등학교 - 삼미분교 | - 문시초등학교 - 성산초등학교 - 성호초등학교 - 수청초등학교 - 양산초등학교 - 오산고현초등학교 | - 오산대원초등학교 - 오산원당초등학교 - 오산원일초등학교 - 오산초등학교 - 운산초등학교 | - 운암초등학교 - 운천초등학교 - 원동초등학교 - 필봉초등학교 - 화성초등학교 |

### 중학교
화성시
| - 기산중학교 - 기안중학교 - 남양중학교 - 능동중학교 - 동탄중학교 - 동학중학교 - 두레자연중학교 - 반송중학교 | - 발안중학교 - 병점중학교 - 봉담중학교 - 비봉중학교 - 삼괴중학교 - 서신중학교 - 석우중학교 - 솔빛중학교 | - 송산중학교 - 안용중학교 - 안화중학교 - 양감중학교 - 예당중학교 - 와우중학교 - 장안여자중학교 - 정남중학교 | - 진안중학교 - 청계중학교 - 푸른중학교 - 향남중학교 - 화도중학교 - 화성동화중학교 - 화성중학교 - 서연중학교 |

오산시
| - 대호중학교 - 매홀중학교 - 문시중학교 | - 성호중학교 - 세마중학교 - 오산원일중학교 | - 오산중학교 - 운암중학교 - 운천중학교 |

## 같이 보기
- 대한민국 교육부